# 有泉亨
有泉 亨（ありいずみ とおる、1906年6月10日 - 1999年12月20日）は、日本の法学者。専門は労働法。学位は法学博士（東京大学・論文博士・1962年）。東京大学名誉教授。弁護士。我妻栄門下。

## 人物
山梨県中巨摩郡白根町（現在・南アルプス市）出身。1928年、第一高等学校 (旧制)卒業。1932年、東京帝国大学法学部法律学科卒業。

1933年、同大学法学部助手。1940年、京城帝国大学法文学部助教授、1944年同法文学部教授、1946年本土に引揚げ後、法政大学法学部教授。1947年、東京大学社会科学研究所助教授。1948年、教授。1955年、所長。1962年、東京大学より法学博士の学位を受く。1966年、定年退官。
1967年、弁護士となり、上智大学法学部教授。1969年上智大学大学院法学研究科委員長。1970年、上智大学評議員。1972年上智大学法学部特任教授。1977年、退職、東京都立労働研究所（1978年創設、2001年度で廃止）で所長。
この他に、旧司法試験第二次試験考査委員や、法制審議会民法部会委員、社会保険審議会会長なども歴任。
民法、労働法を専門とし社会法の分野で多くの立法に参画。我妻栄との共著『民法』でも知られた。
我妻栄の高弟であり、弟子に山口浩一郎らがいる。

## 著書
- 『労働者の企業参加』中央労働学園　1948　新労働文庫
- 『労働争議の法理』白日書院　1948、社会科学研究叢書
- 『民法』勁草書房　1951　「法学」叢書
- 『親族法・相続法〔新版〕』弘文堂　1971　法律学講座双書
- 『不法行為理論の操作的構成』勁草書房　1957　法学選集
- 『労働争議権の研究』御茶の水書房　1957
- 『集団住宅とその管理』東京大学出版会　1961　東京大学社会科学研究所研究報告
- 『労働基準法』有斐閣　1963　法律学全集
- 『双生のくるみ』日本評論社　1966
- 『生活変動と法』日本放送出版協会　1980　新NHK市民大学叢書
- 『桃源郷 私の少年記』一粒社　1986

## 共編著
- 『民法』我妻栄共著　一粒社　1954　法学テキスト
- 『労働争議』沼田稲次郎,峯村光郎共編著　勁草書房　1954
- 『就職から失業まで 従業員の法・組合員の法』青木宗也共著　法政大学出版局　1955
- 『売春』団藤重光共編　河出書房　1955　法学新書
- 『夫婦の法律』立石芳枝共編　河出書房　1955　法学新書
- 『給与・公営住宅の研究』編　東京大学出版会　1956　東京大学社会科学研究所研究報告
- 『相続』加藤一郎共編　河出書房　1956　法学新書
- 『借地借家法の研究 比較法的考察』編　東京大学出版会　1958
- 『英米の労働組合』桜林誠共著　日本労働協会　1959　JIL文庫
- 『民法』三島宗彦共編　高文社　1960　法律学ハンドブック
- 『労働法演習』石井照久共編　有斐閣　1961
- 『労働法辞典』外尾健一共著　一粒社　1961　法律小辞典全書
- 『暮らしの中の法律』三淵嘉子,渡辺道子共編著　読売新聞社　1962　暮らしの図書室
- 『日本労使関係の研究』編　東京大学出版会　1963
- 『民法. 第3 (親族,相続)』西井竜生共著　高文社　1963　法律学ハンドブック
- 『労働法大系』全5 石井照久共編　有斐閣　1963
- 『経営法学全集』全20巻　石井照久,金沢良雄共編　ダイヤモンド社　1965-68
- 『労働時間の法律問題』編著　日本労働協会　1966
- 『ヨーロッパ諸国の団地管理』編　東京大学出版会　1967　東京大学社会科学研究所研究報告
- 『労働法概説』編　1967　有斐閣双書
- 『職場の労働法』石井照久共編　日本生産性本部　1968
- 『労働法基本判例集』編　一粒社　1970　法学テキスト
- 『労働災害の法律相談』編　有斐閣　1971　法律相談シリーズ
- 『日本の労使関係と法』編　有斐閣　1972
- 『採用と労務』中川善之助共編　第一法規出版　1974　実用法律事典
- 『全訂社会保障関係法』全5 中野徹雄共編　日本評論社　1982―83

## 記念論集
- 『労働法の解釈理論 有泉亨先生古稀記念』編集代表:沼田稲次郎　有斐閣　1976

## 参考
- 日本人名大事典『有泉亨』 - コトバンク